# Силва Севериану, Жуан Карлос да
Жуа́н Карлос да Силва Севериану (порт.-браз. João Carlos da Silva Severiano; 26 ноября 1941, Порту-Алегри), более известный под именами Жуа́н Севериану (порт.-браз. João Severiano) и Жуанзинью (порт.-браз. Joãozinho) — бразильский футболист, полузащитник.

## Карьера
Жуанзинью начал карьеру в клубе «Гремио», дебютировав 24 ноября 1960 года в матче с «Риограндензе» (4:0). Он провёл три матча за клуб, после чего уехал в аргентинский «Индепендьенте», где провёл одну игру 28 мая против «Архентинос Хуниорс». В том же году он возвратился в состав «Гремио». 26 января 1962 года он забил первый мяч за клуб, поразив ворота «Метропола» (3:0). Жуанзинью выступал за клуб на протяжении ещё 10 сезонов. Он сыграл в 423 матчах (275 побед, 91 ничьи и 57 поражений) и забил 135 голов. Он помог команде выиграть семь чемпионатов штата Риу-Гранди-ду-Сул, став единственным игроком достигшим такого достижения в тот период. В составе сборной Бразилии Жуанзинью провёл два матча, оба с командой Чили на Кубок Бернардо О’Хиггинса. В обеих встречах он забил по мячу, помогая своей команде одержать опбеду на турнире. Полузащитник ушёл из футболиста в возрасте 28 лет, сказав, что «его уже считали слишком старым».
Завершив футбольную карьеру, он стал политиком. Он дважды становился членом городского совета Порту-Алегри, и один раз был избран депутатом парламента штата Риу-Гранди-ду-Сул.

## Статистика

### Клубная
| Сезон | Клуб          | Лига    | Чемпионат | Чемпионат | Прочие | Прочие | Лига Гаушу | Лига Гаушу | Всего | Всего |
| Сезон | Клуб          | Лига    | Игры      | Голы      | Игры   | Голы   | Игры       | Голы       | Игры  | Голы  |
| ----- | ------------- | ------- | --------- | --------- | ------ | ------ | ---------- | ---------- | ----- | ----- |
| 1960  | Гремио        | Серия А | —         | —         | 1      | 0      | 0          | 0          | 1     | 0     |
| 1961  | Гремио        | Серия А | —         | —         | 1      | 0      | 1          | 0          | 2     | 0     |
| 1961  | Индепендьенте | Примера | 1         | 0         | 0      | 0      | —          | —          | 1     | 0     |
| 1962  | Гремио        | Серия А | —         | —         | 26     | 4      | 14         | 6          | 40    | 10    |
| 1963  | Гремио        | Серия А | 2         | 0         | 30     | 8      | 16         | 3          | 48    | 11    |
| 1964  | Гремио        | Серия А | 4         | 0         | 21     | 6      | 18         | 13         | 43    | 19    |
| 1965  | Гремио        | Серия А | 9         | 5         | 24     | 17     | 22         | 9          | 55    | 31    |
| 1966  | Гремио        | Серия А | 4         | 0         | 18     | 8      | 22         | 12         | 44    | 20    |
| 1967  | Гремио        | Серия А | 23        | 5         | 5      | 0      | 20         | 10         | 48    | 15    |
| 1968  | Гремио        | Серия А | 10        | 0         | 12     | 4      | 28         | 11         | 50    | 15    |
| 1969  | Гремио        | Серия А | 12        | 0         | 7      | 1      | 21         | 3          | 40    | 4     |
| 1970  | Гремио        | Серия А | 7         | 0         | 12     | 3      | 30         | 7          | 49    | 10    |
| 1971  | Гремио        | Серия А | 0         | 0         | 3      | 0      | 0          | 0          | 3     | 0     |

1. ↑  Включает товарищеские матчи; Международный турнир в Салониках 1962 года; чемпионат Южной Бразилии[порт.]; чемпионат граждан Порту-Алегри[порт.], когда матчи первенства не являлись частью чемпионата штата; турнир Порту-Алегри-Пелотас; турнир фестиваля винограда[порт.]; Четырёхугольный турнир в Куритибе 1966 года; Четырёхугольный турнир чемпионов[порт.]; Кубок Братства 1968 года, когда матчи первенства не являлись частью чемпионата штата; Трофей Домингоса Гарсии Филью; Кубок Petrobras 1970 года; Трофей президента Медичи; Международный кубок Порту-Алегри[порт.]

### Международная статистика
| Матчи Жуанзинью за сборную Бразилии | Матчи Жуанзинью за сборную Бразилии | Матчи Жуанзинью за сборную Бразилии | Матчи Жуанзинью за сборную Бразилии | Матчи Жуанзинью за сборную Бразилии | Матчи Жуанзинью за сборную Бразилии | Матчи Жуанзинью за сборную Бразилии |
| ----------------------------------- | ----------------------------------- | ----------------------------------- | ----------------------------------- | ----------------------------------- | ----------------------------------- | ----------------------------------- |
| №                                   | Дата                                | Место проведения                    | Оппонент                            | Счёт                                | Голы                                | Турнир                              |
| 1                                   | 17 апреля 1966                      | Сантьяго                            | Чили                                | 1:0                                 | 1                                   | Кубок Бернардо О’Хиггинса           |
| 2                                   | 20 апреля 1966                      | Винья-дель-Мар                      | Чили                                | 1:2                                 | 1                                   | Кубок Бернардо О’Хиггинса           |

## Достижения
- Чемпион штата Риу-Гранди-ду-Сул: 1962, 1963, 1964, 1965, 1966, 1967, 1968
- Обладатель Кубка Бернардо О’Хиггинса: 1966

## Личная жизнь
Жуанзинью был женат на Терезинье. У них родилось четверо детей: Флавиу, Рафаэл, Маркус Винисиус и Жулиана.